# Joan Campins i Vidal
Joan Campins i Vidal (Sa Pobla, el 24 de juny de 1995) és un futbolista de les Illes Balears que juga com a lateral dret, al Lleida Esportiu.
Anteriorment fou jugador del FC Barcelona B, Reial Saragossa i CF Reus Deportiu.